# 俞成仁
俞成仁，中华人民共和国政治人物、外交官。
1993年，接替王嵎生，担任中华人民共和国驻哥伦比亚大使。1996年，由黄士康接任。